# Pratique sociale
Une pratique sociale désigne en sociologie une façon de faire, une action (individuelle ou collective) socialement transmise ou envisagée dans un contexte social. Le terme fait l'objet de conceptualisations différentes, en fonction des diverses approches théoriques qui analysent ce phénomène.
Les pratiques sociales sont l'une des catégories des affaires humaines, les pragmata. Les loisirs, le travail, les activités domestiques, l'acquisition des savoirs, le développement personnel et l'engagement comptent parmi les principaux domaines des pratiques sociales.
Il existe un Diplôme de Hautes Études de Pratiques Sociales, en France.

## Diverses conceptualisations

### Sciences de l'éducation: pratique sociale de référence
L'un des concepts de pratique sociale de référence (Jean-Louis Martinand, 1981) « consiste à mettre en relation [...] les activités didactiques, avec les situations, les tâches et les qualifications d’une pratique donnée. Ces activités concernent l'ensemble d'un secteur social, et non des rôles individuels et la relation avec les activités didactiques n’est pas d'identité, il y a seulement terme de comparaison » .
- Voir aussi: didactique.

### Pratique organisationnelle
Une pratique organisationnelle est définie comme étant une façon efficiente (i.e. qui utilise peu de ressources) et efficace (i.e. qui donne le résultat escompté) pour accomplir une tâche ou un processus dans une organisation ou une entreprise.